# Petite Vendée briarde
En référence à la guerre de Vendée, on désigne souvent sous le nom de petite Vendée briarde le soulèvement paysan intervenu en novembre-décembre 1793 en Brie en réaction aux mesures antireligieuses prises par la Convention nationale pendant la Terreur,. Il touche plus particulièrement les environs de Coulommiers et de La Ferté-Gaucher, à la suite de la fermeture des églises et de l'exclusion des prêtres de l'enseignement par le comité révolutionnaire de Coulommiers. Il est rapidement réprimé par les autorités ; plusieurs centaines d'insurgés sont arrêtés, et certains d'entre eux guillotinés. 